# علی بیگ حسین‌زاده
علی بیگ حسین‌زاده با نام کامل علی بیگ حسین اوغلو حسین‌زاده (به ترکی آذربایجانی: Əli bəy Hüseyn oğlu Hüseyzadə) (زاده ۱۸۶۴ در سالیان — درگذشت ۱۹۴۰ در استانبول) نویسنده، دکتر، فیلسوف و روزنامه‌نگار معاصر آذربایجانی است.

## شرح حال

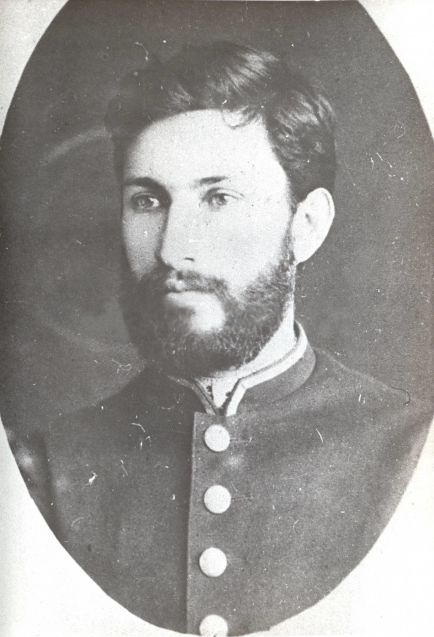
علی بیگ حسین‌زاده

علی بیگ حسین‌زاده در یک خانواده روحانی و مذهبی در شهر سالیان در کشور کنونی جمهوری آذربایجان زاده شد. پدربزرگ علی بیگ، شیخ‌الاسلام و رهبر عالی مذهبی قفقاز به مدت ۳۲ سال بود. وی تحصیلات ابتدایی خود را در تفلیس گذراند. و تحصیلات عالی خود را در سال ۱۸۸۵ در رشته ریاضی-فیزیک در دانشگاه دولتی سن پترزبورگ سپری کرد. پس از دانش‌آموختگی در سال ۱۸۸۹ سن پترزبورگ را به مقصد استانبول ترک کرد. و تحصیلات خود را در رشته پزشکی دانشگاه استانبول آغاز کرد. که بعد از اتمام پزشکی، به عنوان پزشک نظامی در ارتش عثمانی مشغول خدمت شد که همزمان به عنوان استادیار رشته پزشکی دانشگاه استانبول نیز تدریس می‌کرد. وی از بنیان‌گذاران کمیته اتحاد و پیشرفت عثمانی بود. و در سال ۱۹۱۸ به جمهوری آذربایجان بازگشت، و از تشکیل‌دهندگان جمهوری دمکراتیک آذربایجان شد. که پس از سقوط این جمهوری به طور دائم به ترکیه رفت و فعالیت‌های خود را تا پایان عمرش به سال ۱۹۴۰ در استانبول گذراند.
امروزه یکی از خیابان‌های باکو، به نام علی بیگ حسین‌زاده نامگذاری شده‌است.